# ایساک بریزوئلا
ایساک بریزوئلا (انگلیسی: Isaác Brizuela؛ زاده ۲۸ اوت ۱۹۹۰) یک بازیکن فوتبال است.